# Bolivar (métro de Paris)
Pour les articles homonymes, voir Bolívar.
Bolivar est une station de la ligne 7 bis du métro de Paris, située dans le 19e arrondissement de Paris.

## Situation
La station est implantée à l'ouest du quartier du Combat, à sa limite administrative avec le quartier de la Villette. Elle se trouve sous l'avenue Secrétan, approximativement à mi-parcours de celle-ci, au débouché de l'avenue Simon-Bolivar et de la rue Baste. Les quais sont établis entre cette dernière avenue et l'intersection avec la rue Édouard-Pailleron et la rue Henri-Murger. Orientée selon un axe nord-ouest/sud-est, Bolivar s'intercale entre les stations Jaurès et Buttes Chaumont.

## Histoire
La station est ouverte le 18 janvier 1911 avec la mise en service d'un embranchement de la ligne 7 depuis  Louis Blanc jusqu'à Pré-Saint-Gervais, dont la desserte est alors assurée par une circulation sur deux en provenance et à destination d'Opéra (le restant des rames étant dirigées sur l'autre antenne de la ligne, qui a pour origine et terminus la station Porte de la Villette).
Elle doit sa dénomination à sa proximité avec l'avenue Simon-Bolivar, laquelle rend hommage général et homme d’État vénézuélien Simón Bolívar (1783-1830), surnommé le Libertador, qui fut le principal dirigeant de la lutte pour l’indépendance de l’Amérique du Sud contre l’Espagne.
Durant la Première Guerre mondiale, la station, de même que l'ensemble des stations les plus profondes du réseau, est aménagée en abri anti-aérien. Lors d'un violent bombardement perpétré le 11 mars 1918, la population du quartier est prise de panique : les habitants se précipitent vers l'abri, mais, au bas des escaliers d'accès, se heurtent à des portes ne s'ouvrant que vers l'extérieur. Les premiers rangs de la foule sont écrasés ou étouffés, puis meurent piétinés lorsque les portes finissent par céder sous la pression. Le bilan est particulièrement lourd mais reste méconnu, ne venant que s'additionner à celui des autres bombardements : soixante-six morts sont décomptés ce jour.
En conséquence de ce drame, les portes d'accès et de sortie du métropolitain seront repensées par la suite afin de s'ouvrir vers l'intérieur comme vers l'extérieur.
Le 3 décembre 1967, la station est cédée à l'actuelle ligne 7 bis, dont la création à la même date résulte de la séparation de la branche vers Pré-Saint-Gervais, isolée du restant de la ligne 7 sous la forme d'une navette autonome depuis lors. Ce débranchement se justifie par la moindre fréquentation de cette antenne par rapport à la branche vers Porte de la Villette, car cette dernière station constitue également le point de départ de nombreuses lignes de bus de banlieue.
Vers les années 1980, le quai en direction de Louis Blanc se dote d'un petit aménagement culturel retraçant la vie de Simón Bolívar à travers une biographie illustrée. Celle-ci prend place sur un support incorporé au piédroit et recouvert de carreaux plats et fins en grès étiré, posés verticalement, en deux tons de beige sur le support et en blanc au-dessus de celui-ci.
Dans le cadre du programme « renouveau du métro » de la RATP, l'éclairage des quais est modernisé vers le début des années 2000, puis les couloirs sont entièrement rénovés le 16 décembre 2008, de même que les quais en 2009, ce qui entraîne le retrait de la frise culturelle dédiée à Simón Bolívar.

Ancien aménagement culturel de la station
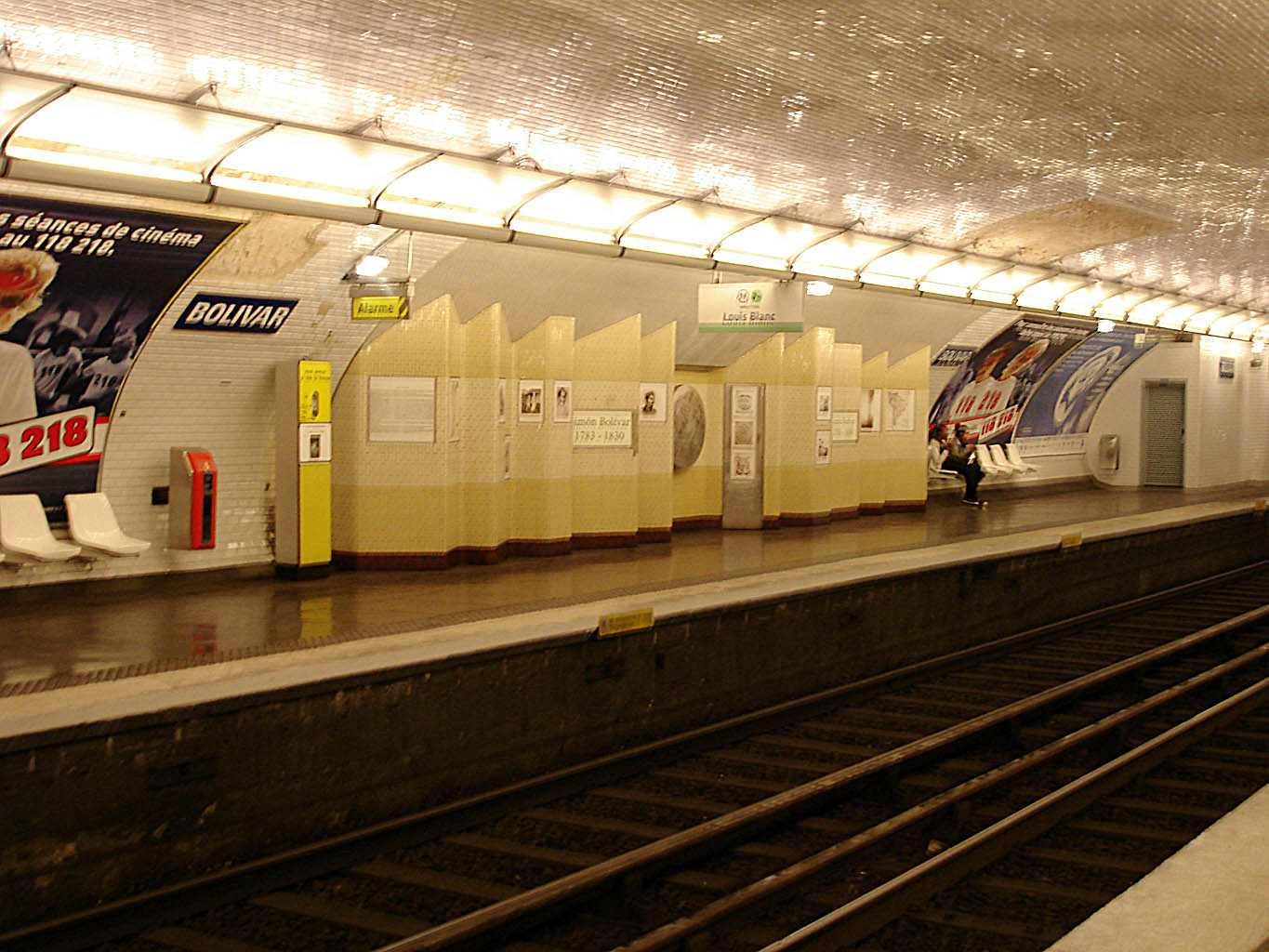
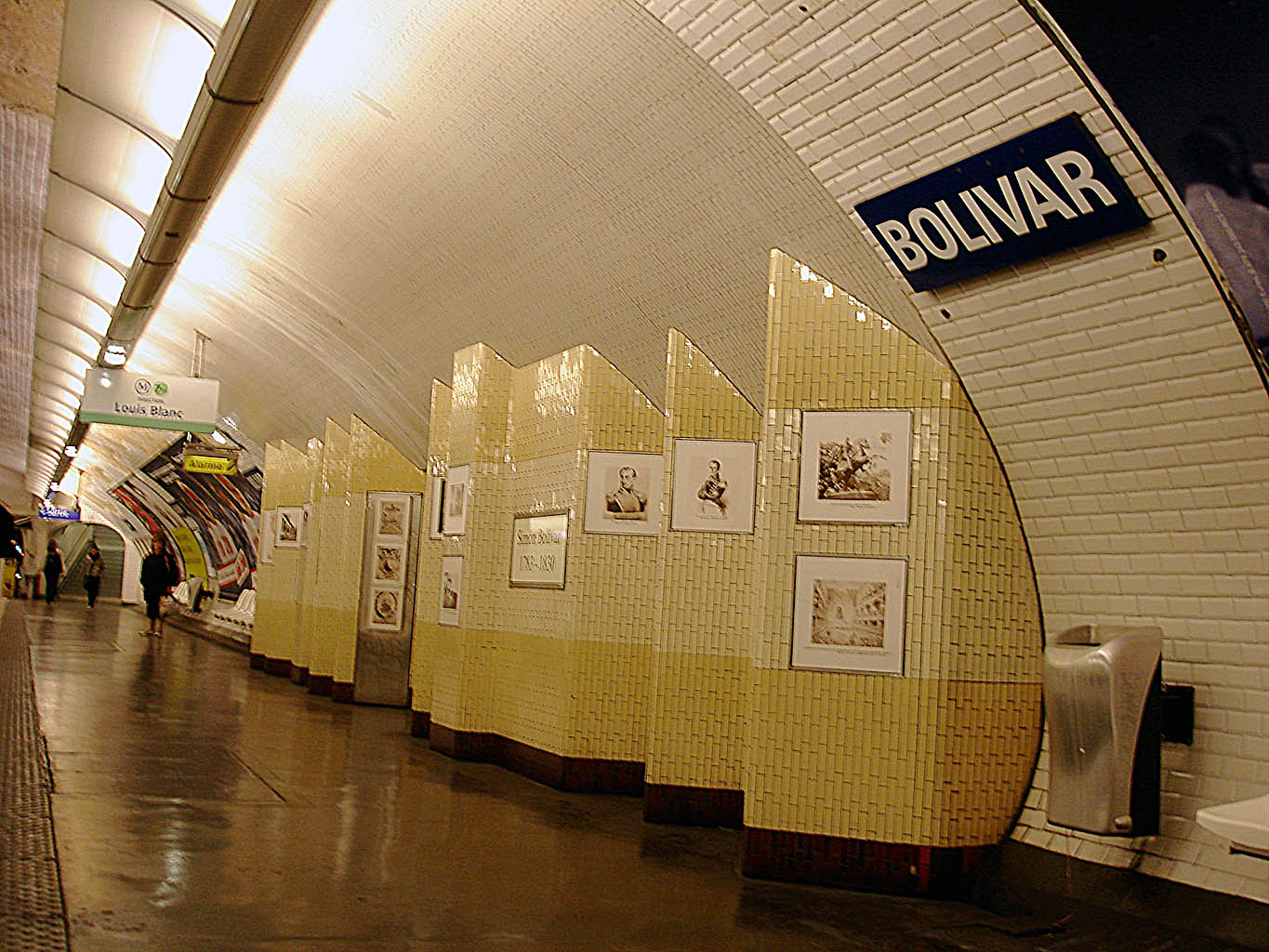
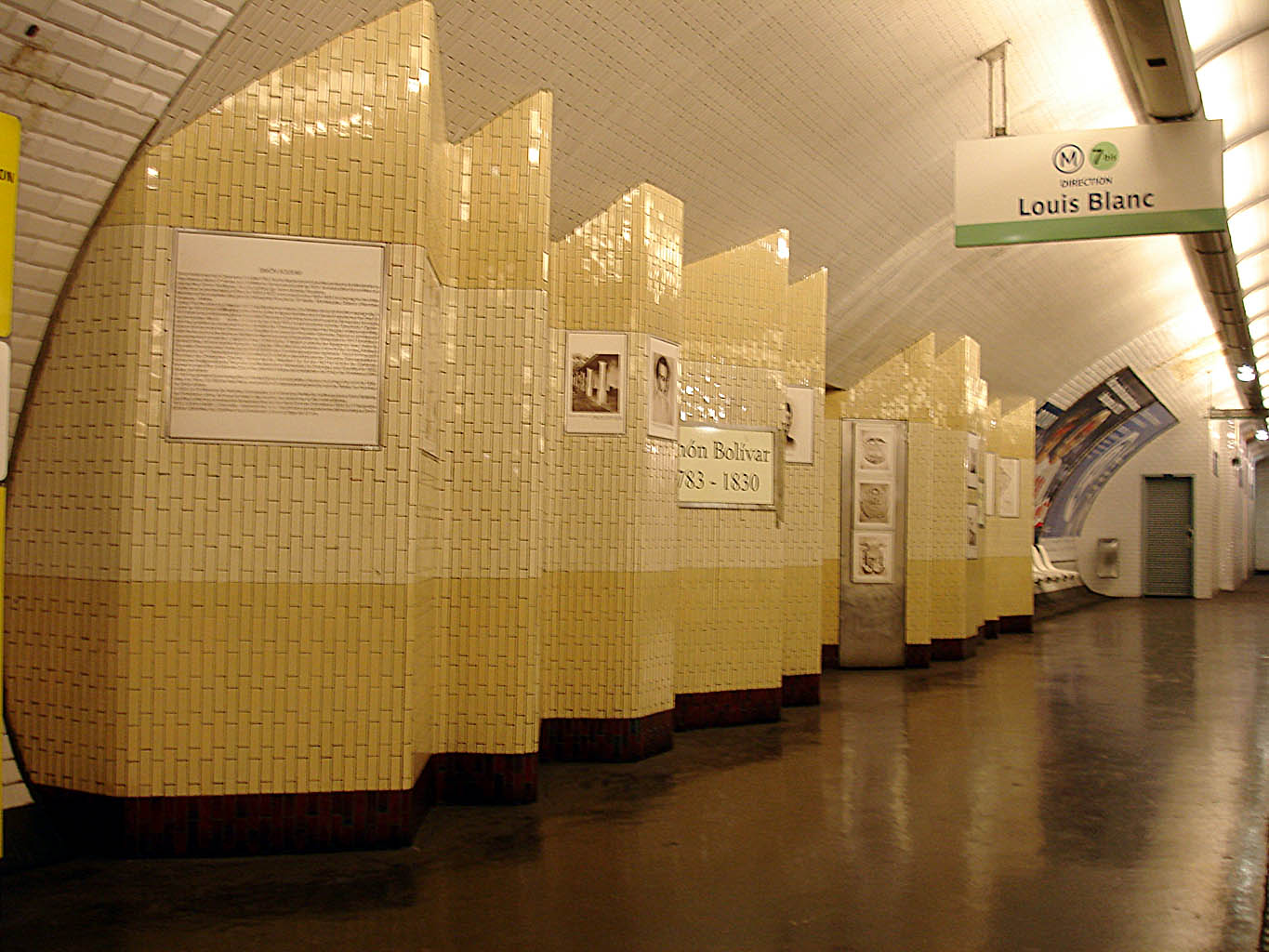
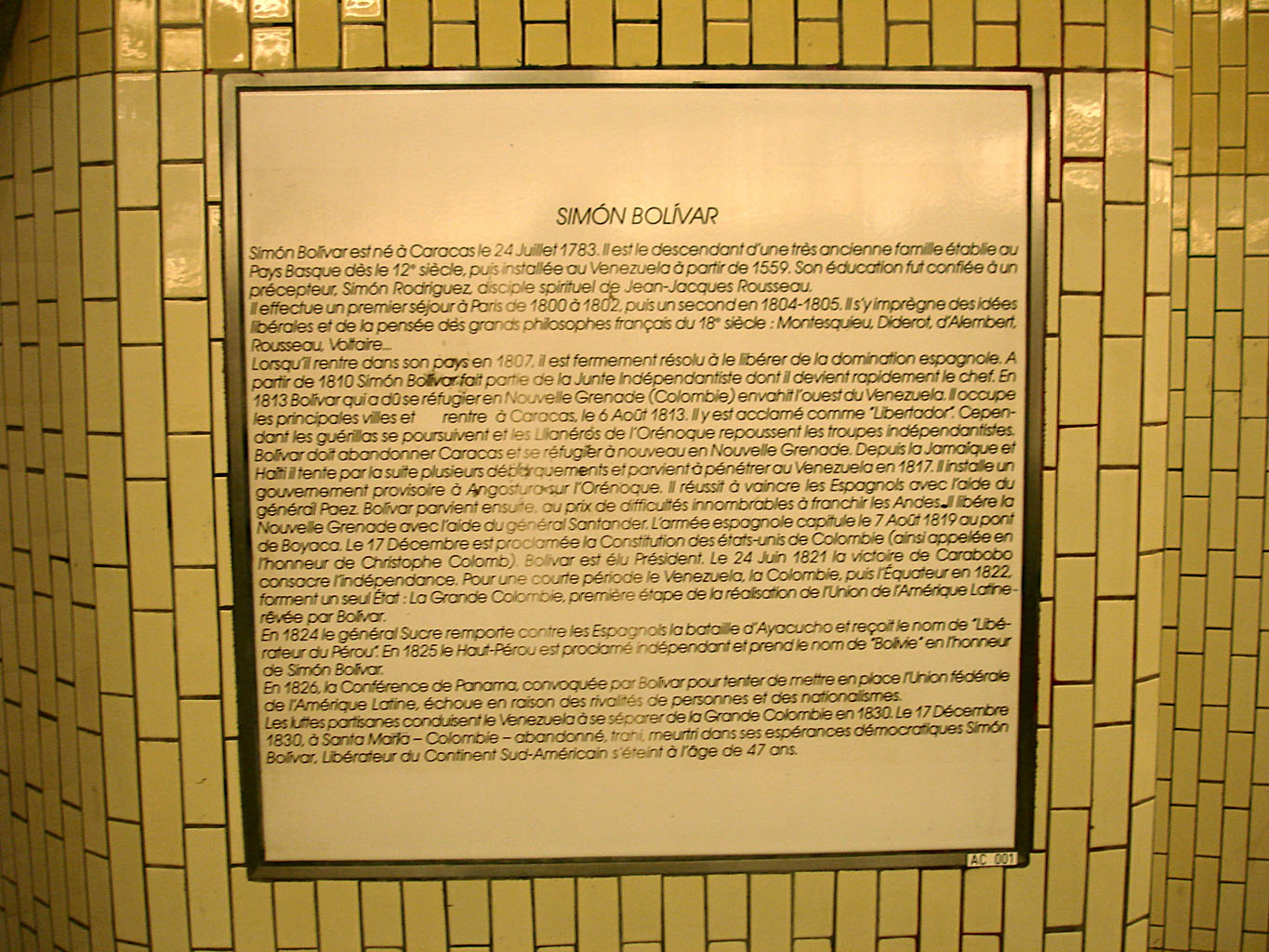

## Services aux voyageurs

### Accès
La station dispose d'un unique accès intitulé « Avenue Simon-Bolivar », constitué d'un large escalier fixe débouchant à l'angle de l'avenue Secrétan et de l'avenue Simon-Bolivar, respectivement au droit des nos 42 et 126 de ces deux voies, tout en se situant à proximité de la halle Secrétan, marché couvert faisant l'objet d'une inscription au titre des monuments historiques par un arrêté du 8 mars 1982.
Depuis 1987, l'entrée de la station est ornée d'un édicule Guimard qui se trouvait jusqu'alors à la station Barbès - Rochechouart sur les lignes 2 et 4. Dessiné par Hector Guimard, il est également classé monument historique par l'arrêté du 29 mai 1978, protection renouvelée le 12 février 2016.

Accès à la station
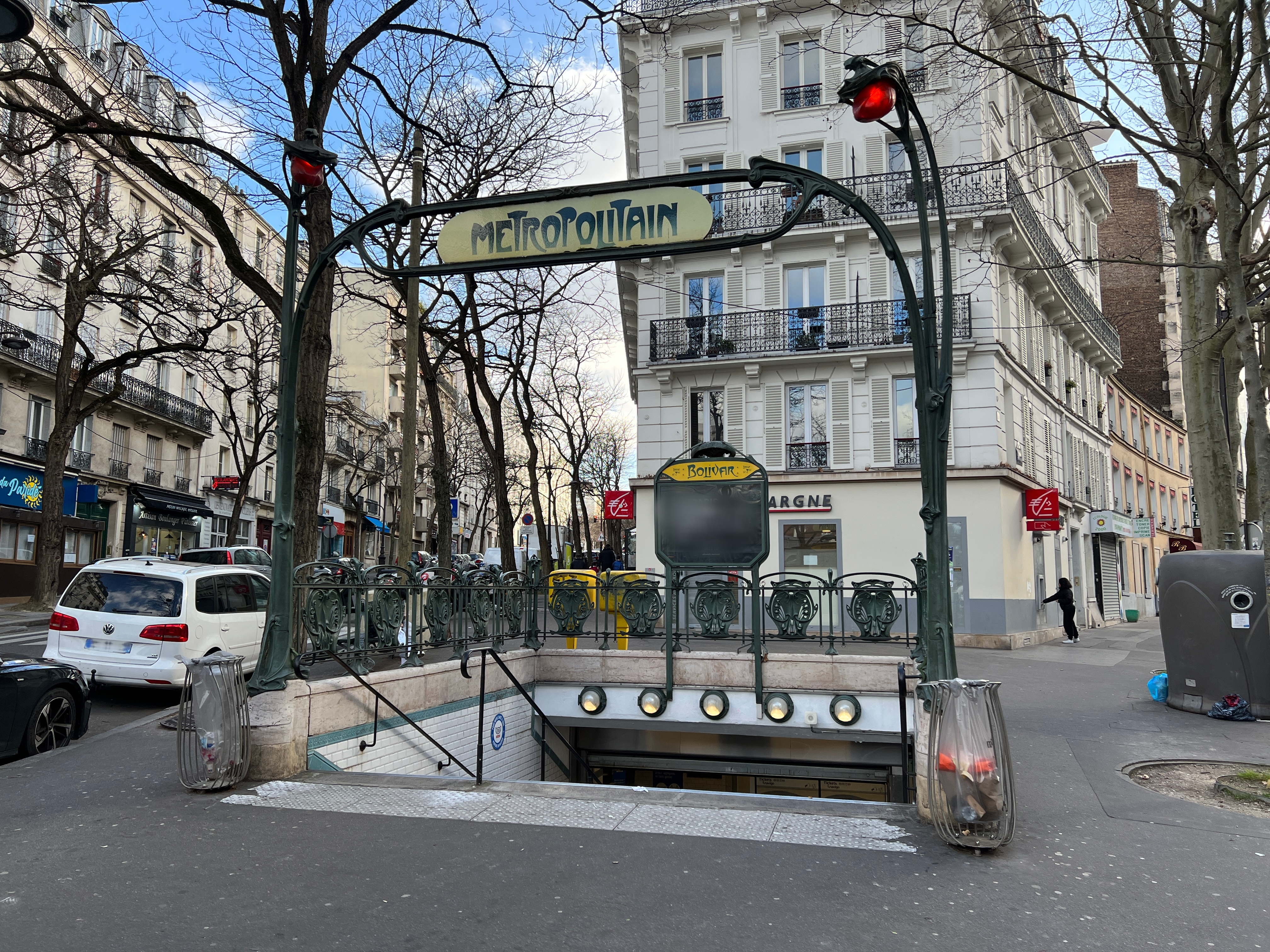
L'unique entrée de la station avec son édicule Guimard.
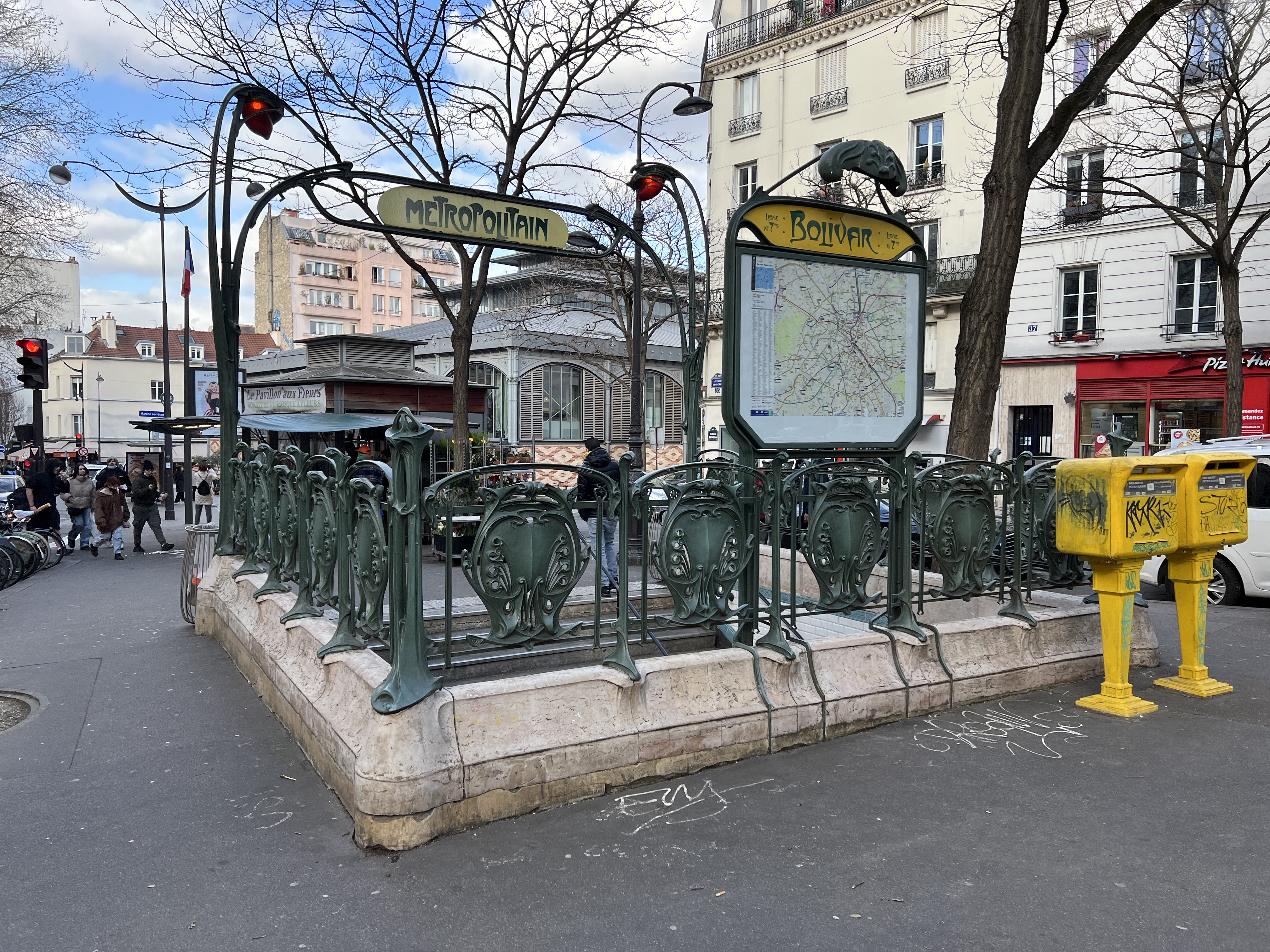
Vue arrière de l'édicule ornant l'accès à la station.
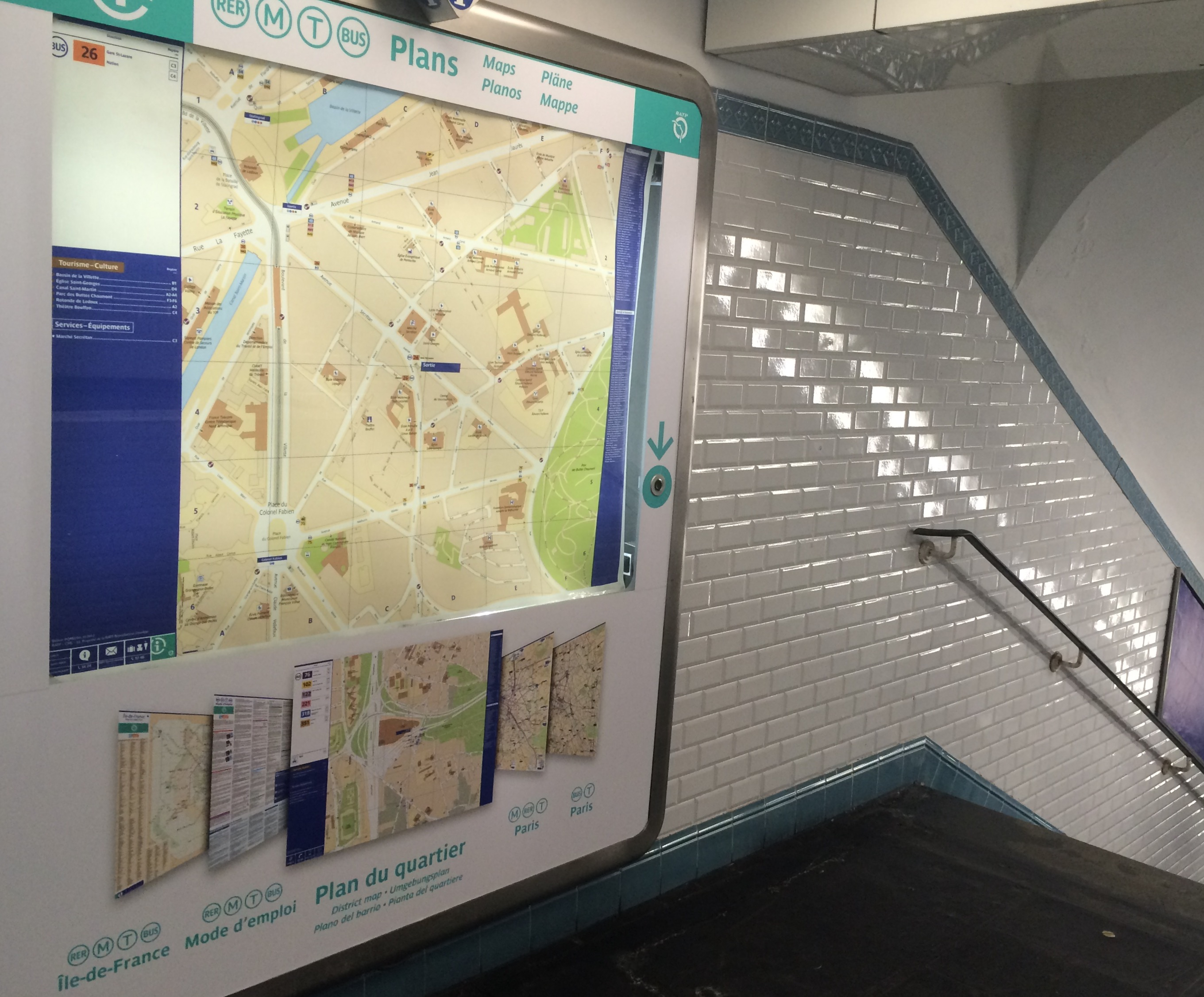
Plan du quartier installé dans le hall d'accueil.

### Quais
Bolivar est une station de configuration standard pour le métro de Paris : elle possède deux quais, d'une longueur conventionnelle de 75 mètres, séparés par les voies du métro situées au centre et la voûte est elliptique. La décoration est du style utilisé pour la majorité des stations du métro : les bandeaux d'éclairage sont blancs et arrondis dans le style « Gaudin » du renouveau du métro des années 2000, et les carreaux en céramique blancs biseautés recouvrent les piédroits, la voûte ainsi que les tympans. Les cadres publicitaires sont en céramique blanche et le nom de la station est inscrit en police de caractères Parisine sur des plaques émaillées. Les sièges de style « Akiko » sont de couleur cyan.

Quais de la station
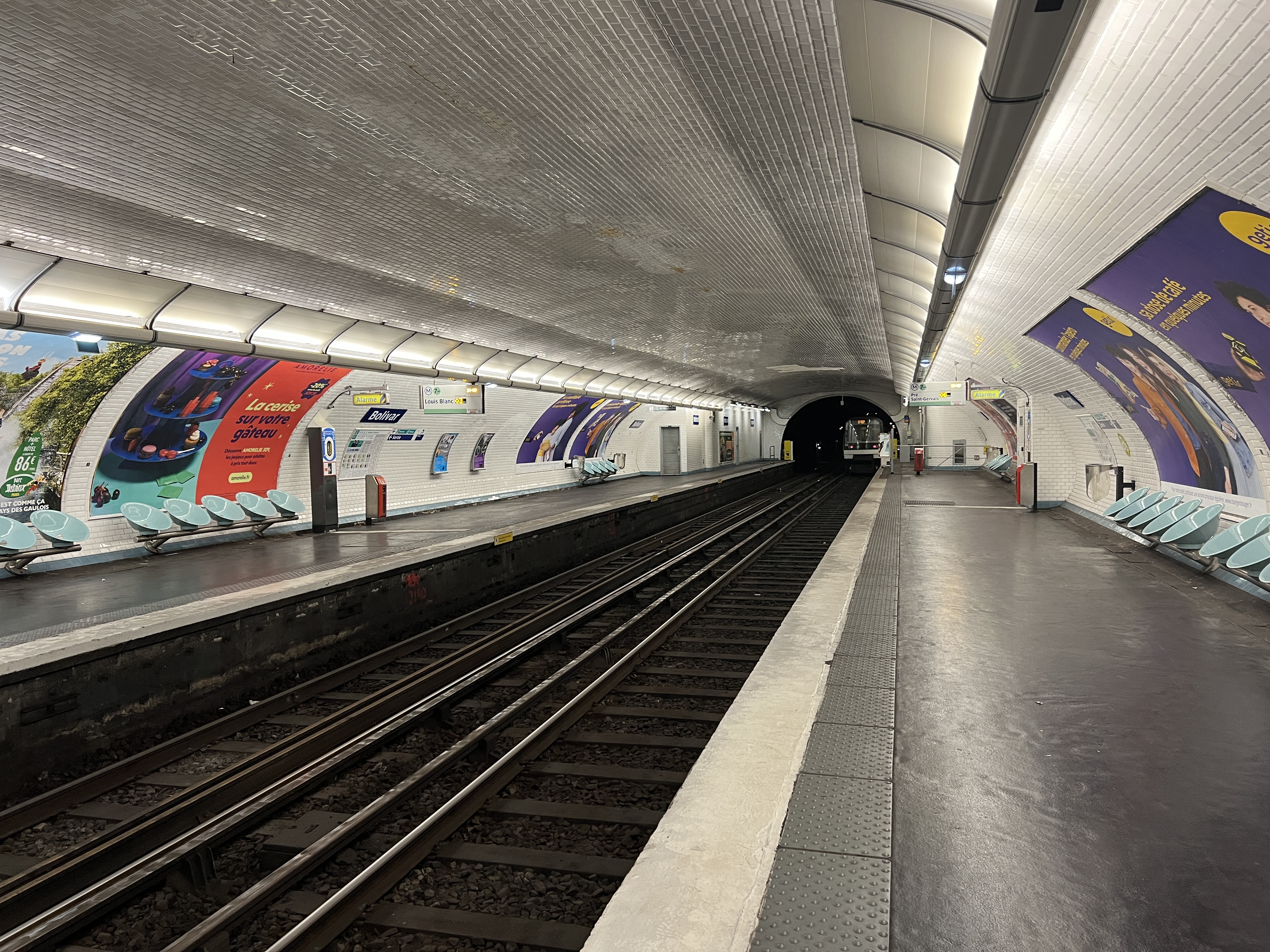
Les quais vus en direction de Pré Saint-Gervais.
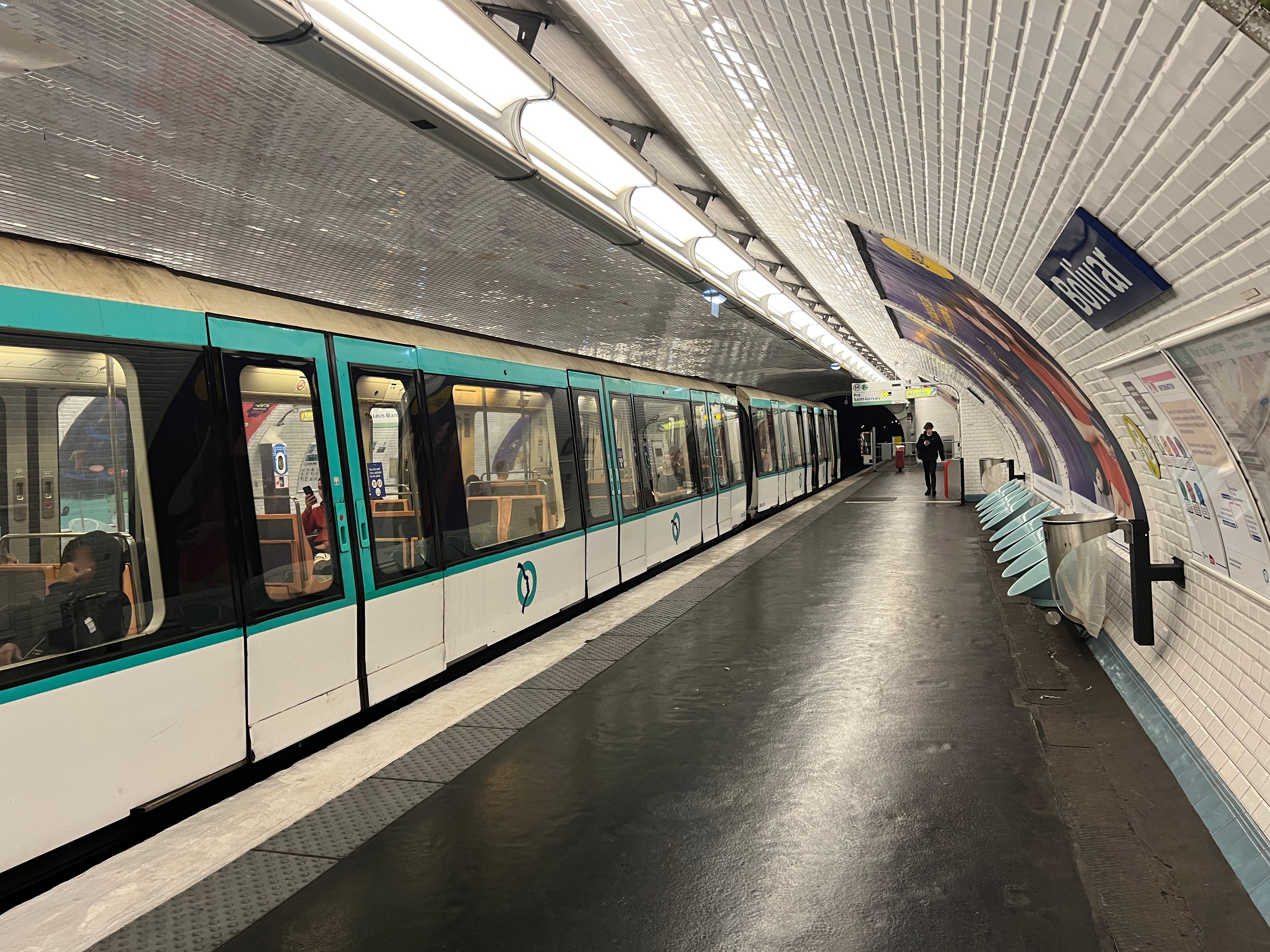
Arrêt d'une rame MF 88 pour Pré-Saint-Gervais.
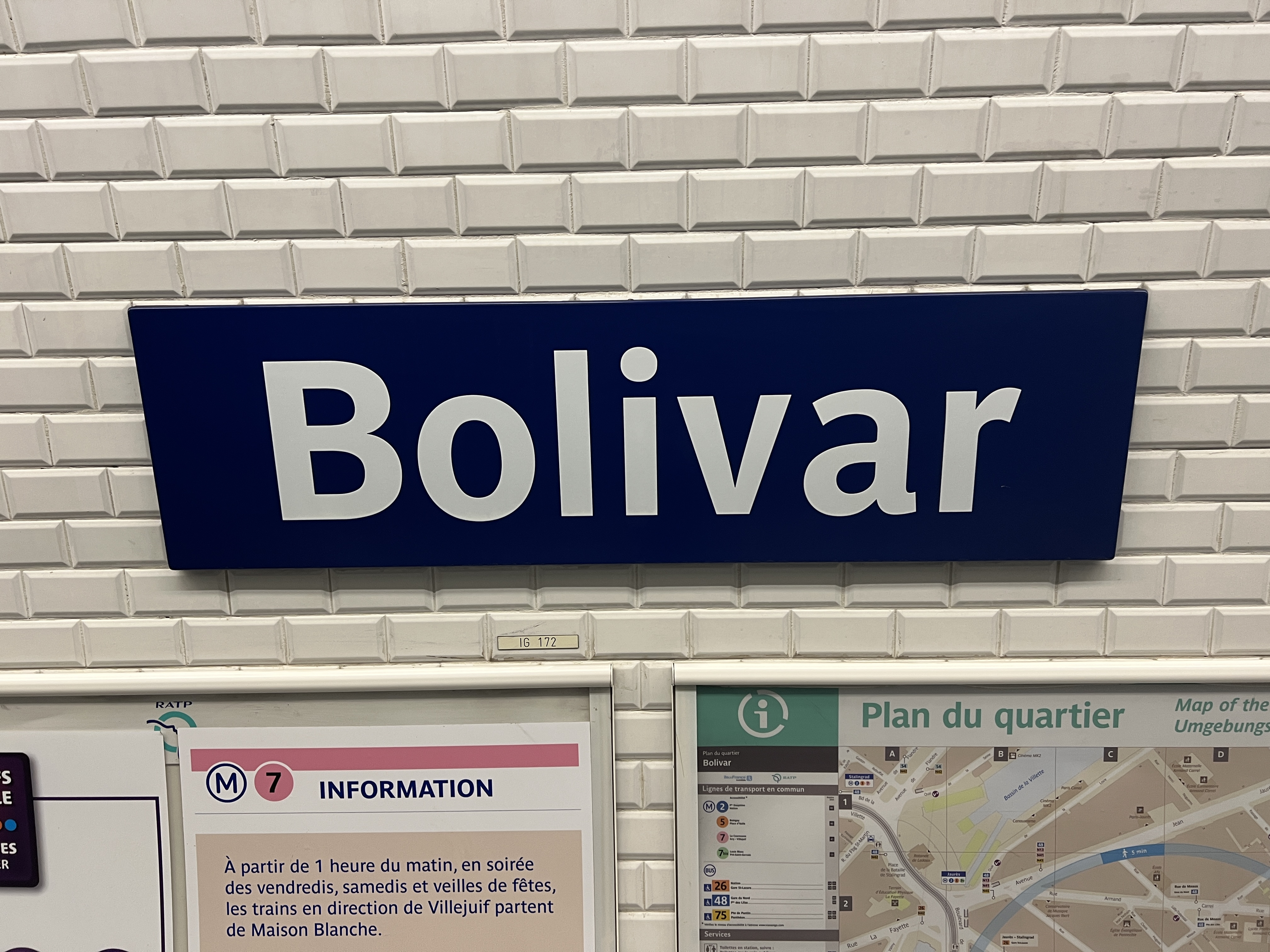
Plaque émaillée indiquant le nom de la station.

### Intermodalité
La station est desservie par la ligne 26 du réseau de bus RATP.

## Fréquentation
Nombre de voyageurs entrés à cette  station :
| Année                      | 2013    | 2014    | 2015    | 2016    | 2017    | 2018    | 2019    | 2020    | 2021    |
| -------------------------- | ------- | ------- | ------- | ------- | ------- | ------- | ------- | ------- | ------- |
| Nombre de voyageurs par an | 646 310 | 581 422 | 569 990 | 564 032 | 552 896 | 575 968 | 546 780 | 278 933 | 367 598 |
| Rang                       | 298e    | 299e    | 299e    | 299e    | 299e    | 298e    | 299e    | 297e    | 300e    |
| Nombre de stations         | 302     | 302     | 302     | 302     | 302     | 302     | 302     | 304     | 304     |

## À proximité
- Halle Secrétan (dit également marché Secrétan)
- Église Saint-Georges de la Villette
- École et lycée Lucien-de-Hirsch
- Lycée Henri-Bergson
- Espace sportif Pailleron
- Collège Édouard-Pailleron
- Église luthérienne Saint-Pierre
- Hôpital Fondation Adolphe de Rothschild
- Butte Bergeyre
- Jardin de la Butte-Bergeyre
- Parc des Buttes-Chaumont